# Syrmococcus
Syrmococcus är ett släkte av insekter. Syrmococcus ingår i familjen ullsköldlöss.
Kladogram enligt Catalogue of Life:
| Syrmococcus | \| \| Syrmococcus pecosensis \| \| \| \| \| \| Syrmococcus spirapuncta \| \| \| \| |
|             | \| \| Syrmococcus pecosensis \| \| \| \| \| \| Syrmococcus spirapuncta \| \| \| \| |
|             | Syrmococcus pecosensis                                                             |
|             |                                                                                    |
|             | Syrmococcus spirapuncta                                                            |
|             |                                                                                    |